# 第三次莫斯科审判
右派-托派反苏联盟审判（俄语：Процесс антисоветского «право-троцкистского блока»），又称第三次莫斯科审判（Третий Московский процесс）或二十一人审判，是指1938年3月在莫斯科审判中对前二十一名布尔什维克、老布尔什维克的前苏联著名政治和其他人物的审判。它是莫斯科审判的最后一部分，之后，大清洗结束。

## 指控
二十一人审判是莫斯科审判的第三次摆样子公审，也是苏联最为知名的一次摆样子公审。这二十一人被指控属于“托洛茨基和右派集团”。
1. 尼古拉·布哈林：马克思主义理论家、前共产国际负责人、前苏联共产党中央政治局委员；
2. 阿列克谢·李可夫：前苏联人民部长会议主席、前苏联共产党中央政治局委员；
3. 尼古拉·克列斯京斯基：前苏联共产党中央政治局委员和驻德大使；
4. 克里斯蒂安·拉科夫斯基：前驻英、法大使；
5. 亨里希·雅戈达：前内务人民委员会负责人；
6. 阿尔卡季·罗森戈尔茨：前苏联对外贸易人民委员会委员；
7. 弗拉基米尔·伊万诺夫：前苏联木材工业人民委员会委员；
8. 米哈伊尔·切尔诺夫：前苏联农业人民委员会委员；
9. 格里戈里·格林科：前苏联金融人民委员会委员；
10. 伊萨克·泽连斯基：前苏联共产党中央委员会秘书处秘书；
11. 谢尔盖·别索诺夫（俄语：Бессонов, Сергей Алексеевич）；前驻英贸易代表，驻德使馆顾问；
12. 阿克马尔·伊克拉莫维奇·伊克拉莫夫：前乌兹别克共产党第一书记；
13. 法伊祖拉·霍贾耶夫：前乌兹别克人民委员会主席；
14. 瓦西里·福米奇·沙兰戈维奇：白俄罗斯共产党中央委员会第一书记；
15. 普罗科皮·祖巴列夫（俄语：Зубарев, Прокопий Тимофеевич）；
16. 帕维尔·布拉诺夫：前内务人民委员会官员；
17. 列夫·莱温：前克里姆林宫医生；
18. 德米特里·普列特尼奥夫（俄语：Плетнёв, Дмитрий Дмитриевич）：前克里姆林宫医生；
19. 伊格纳季·卡扎科夫（俄语：Казаков, Игнатий Николаевич）：前克里姆林宫医生；
20. 韦尼阿明·马克西莫夫-季科夫斯基（俄语：Максимов-Диковский, Вениамин Адамович）；
21. 彼得·克留奇科夫（俄语：Крючков, Пётр Петрович）：前高尔基秘书。

他们均被指控属于“托洛茨基和右派集团”成员，旨在在俄罗斯推翻社会主义、恢复资本主义，以及其他的一些指控。
整个审判的高潮在于布哈林和其他人指控犯有以下罪行：
- 谋杀谢尔盖·基洛夫、瓦列里安·古比雪夫、苏联国家政治保安总局主席维亚切斯拉夫·明仁斯基，以及高尔基和其儿子；
- 1918年，试图暗杀列宁、斯大林和亚科夫·斯维尔德洛夫；
- 谋划暗杀亚科夫·斯维尔德洛夫、维亚切斯拉夫·莫洛托夫、拉萨尔·卡冈诺维奇、克里门特·伏罗希洛夫和斯大林；
- 密谋破坏国家经济（破坏矿山、拆毁铁路、杀死牲畜、在粮食和奶油中放入钉子和玻璃）和军事力量；
- 向英国、法国、日本、德国情报机构提供情报；
- 与德国、日本达成秘密协议，承诺在投降后将白俄罗斯、乌克兰、中亚和俄罗斯远东地区交给国外势力。

在摆样子公审期间，除了极个别的外，所有人均承认了这些指控。

## 审判
在审判初期的筹备阶段，由于一部分俄共（布）党员不愿意控诉他们的“同志”，而一度推迟审判。但随后斯大林亲自干预，任命尼古拉·伊万诺维奇·叶若夫取代亨里希·格里戈里耶维奇·雅戈达以加快审判进程。同时，斯大林同意在法庭中对一部分人进行秘密审判。
正式“审判”过程时，在所有的被告之中，只有尼克拉·克列斯廷斯基最初拒绝承认自己有罪。不过第二天他开始改口，并且告诉当时的审判长瓦西里·乌尔里希说：“我完全承认自己有罪，接受向我本人提出的所有性质的严重的控告，我承认自己对我的卖国行为和叛变行为负全部责任。”
布哈林的供述则属于另一种风格。有观察者推测，当时布哈林在起诉问题上已达成一定的协议：只承认那些笼统的指控，但拒绝承认任何具体罪行。布哈林通常只承认他的书面供述，而不承认其他指控。如在审判中，布哈林被问及阴谋破坏苏联军事力量时，他回答说：“没有讨论过，至少我没有。”而苏联总检察长安德烈·维辛斯基则放弃了这一话题，转向另一话题。
有其他证据表明，布哈林达成的协议是以个人的供述来换取一定的宽恕措施。阿那斯塔斯·米高扬和维亚切斯拉夫·莫洛托夫声称布哈林并没有受过折磨。在被关押期间，布哈林写了三本书，一本自传体小说（《岁月》）、一本哲学著作、一本诗集，这些在斯大林私人档案中发现，并且在20世纪90年代出版。在监狱中，布哈林还给斯大林写了一系列非常情绪化的信件，在信中，他声称自己是无辜的，并且表达了对斯大林的热爱。与此形成对比的是，在审判过程中，布哈林批评斯大林及其政策。
然而，布哈林似乎在后来偏离了当初的协议。他虽然承认是托洛茨基和右派集团头目和接受“那些我自己根本不知道、甚至从未想过的罪行”，但他在最后陈述时说，托洛茨基和右派集团并不存在，也从来没有见过托洛茨基和右派集团的成员。
在反驳了几条针对他的指控后，布哈林称这次审判的原则是“中世纪的司法原则”，因为“被告人的供述不是必需的”。布哈林在最后答辩中说：“我的滔天罪行数不胜数，特别是在苏联的新的斗争阶段上，我正是怀着这样的认识等待判决，事关重要的不是一个悔改的敌人的个人感情，而是苏联欣欣向荣的发展及其国际意义。”
其他的被告显然希望能够得到宽大处理。在前莫斯科审判中负责监督和审讯的前苏联秘密警察首脑亨里希·雅戈达甚至直接向斯大林乞求怜悯。据亚历山大·索尔仁尼琴在其著作《古拉格群岛》中记载：

要是斯大林坐在这个大厅里，雅戈达就会满怀信心地坚决地直接向他请求宽恕：“我向您请求！我为您修建了两条大运河！……”据在场者说，这个时刻，在大厅二层楼的一个小窗口后面的屋里，好像是隔着一层薄纱，光线昏暗，有人划着了一根火柴，当点烟的时候，显出了烟斗的影子。在国务会议大厅里，在二层楼高的地方有一排钉着带有小孔的白铁片的窗户，而在窗户后面是一条没有照明的走廊。
而有资料显示，斯大林可能就在法庭的楼上:576。

## 判决
最终，德米特里·普列特尼奥夫被判处25年监禁，克里斯蒂安·拉科夫斯基被判处20年监禁，谢尔盖·别索诺夫被判处15年监禁，另外的18人则被判处死刑。布哈林在死前曾经要求服毒而死，但最后在被迫观看了其他16名被告被枪决后，被枪决。三名未被判处死刑的被告均在囚禁过程中，死于非命。

## 反应
一些观察员发现，那些指控越来越荒谬，所针对的被告也扩大到了除了斯大林之外的所有布尔什维克（老）成员。一批杰出的前共产主义者，如伯特伦·沃尔夫、杰伊·洛夫斯通、阿瑟·库斯勒、海因里希·布兰德勒等，在二十一人审判后，与共产主义最终决裂，前三人甚至变成强烈的反共产主义者。
布哈林的供述成为许多西方观察者争论的主题，启发阿瑟·库斯勒创作出著名小说《中午的黑暗》，同时也启发法国哲学家莫里斯·梅洛-龐蒂创作了《人文主义与恐怖》这一哲学著作。库斯勒和其他人在看了供述之后，认为布哈林的供述是他作为共产主义者对党所做的最后贡献，仅一部分用来维护自己的个人荣誉。而《布哈林政治传记》的作者斯蒂芬·科恩和罗伯特·塔克则从中看出了“伊索式语言”（Aesopian language，指为了通过审查而写得隐晦）的痕迹，布哈林试图将对他的审判转变为对斯大林的审判，但他又不得不按照原先的协议来保护自己的家人 。在最后陈述时，布哈林说，每个人都可能会因“心情具有一种特有的双重性”，而处于“意志的半麻痹状态”，从而“产生了黑格尔哲学中的最不愉快的心情” 。这种心情大概起源于他对斯大林统治的认知与法西斯主义的威胁之间的矛盾，这让布哈林和其他人追随斯大林，并让其成为党的化身。
其他人则没有如此重视这场审判。《莫斯科使团》的作者、美国驻苏联大使约瑟夫·戴维斯写道：“外交使团的成员普遍认为，被告人承认了自己的罪行，按照苏联法律，他们可以被判处死刑。”而英国费边社会主义成员比阿特丽斯·韦伯则说，她感觉很高兴，认为斯大林这是在“切除死木”（cut out the dead wood）。据报道，爱人在返回苏联后消失不见的贝尔托·布莱希特说：“越无辜，越该死。”
托洛茨基在1928年所写的《不断革命论》里预言过：“列宁给柯伦泰的信中猛烈抨击了当时同柯伦泰站在一起的布哈林。但是这部分内容暂时还讳莫如深。只有到发动反布哈林的公开运动时，它才会公诸于世。这一天我们不会等得太久。”，反布哈林的运动开始后，托洛茨基加了一句注释：“这个预言不久就应验了。”

## 文学描述

### 中午的黑暗
以这次审判为背景，匈牙利猶太人作家阿瑟·库斯勒创作出著名小说《中午的黑暗》，他通过部分虚构的方式，围绕这次审判进行了详细地描述，给人留下深刻的印象。它讲述了一个老布尔什维克在最后几星期，试图去甘心忍受他所帮助发起的革命带给他的意想不到的结果。作为一名前共产主义者，库斯勒超越了冷战时的对立，表现出了对十月革命起源的深刻了解，同时，他也对革命的结果表示了批判。

### 走近东方
菲茨罗伊·麦克林在其自传《走近东方》（Eastern Approaches）中专门有一章用来描述这次审判。当时他正在莫斯科为英国外交办公室工作，他用极为详细的篇幅来描述被告与检察官之间的交流，并记录了那些被告在审判之前的历史——他们对党的贡献和各自的立场。

### 一场俄罗斯的冒险
冰岛著名作家哈尔多尔·拉克斯内斯曾经旁聽这场审判，并在他1937年-1938年的游记中详细记载了这些。他据此创作了《一场俄罗斯的冒险》，该书于1938年在冰岛出版，并于次年在丹麦翻译出版。在书中，他似乎相信那些被告是有罪的，但又补充说这些并不重要：为了革命事业，必须要做出牺牲。然而到了1963年，在他的回忆录里重新描述这次审判时，却有着不一样的描述，他反而更加同情布哈林和他的追随者们。

## 拓展阅读
- The Case of Bucharin （页面存档备份，存于） Transcript of Bukharin's testimonies and last plea from the trial; “The Case of the Anti-Soviet Block of Rights and Trotskyites”, Red Star Press, 1973, page 369-439, 767-779
- The Trial of the 21 （页面存档备份，存于）  Editors, New International, April 1938; analysis of the trial of Bukharin, Rykov et al. Analysis of the trials from perspective of the Socialist Workers Party (US).
- Starobin, Joseph. The Moscow Trial: Its Meaning and Importance. Published in Young Communist Review. New York. v. 3, no. 2 (April 1938), pp. 16–19. Analysis of the trial from the perspective of the Communist Party USA.
- Actual footage from Trial of Twenty-one （页面存档备份，存于）